# Sebekia purdieae
Sebekia purdieae is een kreeftachtigensoort uit de familie van de Sebekidae. De wetenschappelijke naam van de soort is voor het eerst geldig gepubliceerd in 1990 door Riley, Spratt & Winch.